# Diponthus crassus
Diponthus crassus är en insektsart som beskrevs av Bruner, L. 1910. Diponthus crassus ingår i släktet Diponthus och familjen Romaleidae. Inga underarter finns listade i Catalogue of Life.